# مارتن هنشلوود
مارتن هنشلوود (بالإنجليزية: Martin Hinshelwood)‏ هو لاعب كرة قدم ومدرب كرة قدم بريطاني في مركز الوسط، ولد في 16 يونيو 1953 في ريدنغ في المملكة المتحدة. لعب مع كريستال بالاس.